# هجوم ربيع صيف 1972
هجوم ربيع صيف عام 1972 أو هجوم عيد الفصح أو الصيف الناري الأحمر (كما تم تصويرها بشكل رومانسي في الأدب الفيتنامي الجنوبي). كانت حملة عسكرية قام بها جيش فيتنام الشعبي (PAVN، الجيش النظامي لفيتنام الشمالية) ضد جيش جمهورية فيتنام (ARVN، الجيش النظامي لفيتنام الجنوبية) وقوات الولايات المتحدة الولايات بين 30 مارس و22 أكتوبر 1972، أثناء حرب فيتنام. 
كان هذا الغزو التقليدي (وهو أكبر غزو منذ عبور 300 ألف جندي صيني نهر يالو إلى كوريا الشمالية خلال الحرب الكورية) خروجًا وتحولًا جذريًا عن الهجمات الفيتنامية الشمالية السابقة. كان الهدف من الهجوم هو تحقيق نصر حاسم، والذي حتى لو لم يؤدي إلى انهيار فيتنام الجنوبية، فإنه من شأنه أن يحسن إلى حد كبير موقف فيتنام الشمالية التفاوضي في اتفاقيات باريس للسلام.
كانت القيادة العليا للولايات المتحدة تتوقع هجومًا في عام 1972، ولكن حجم الهجوم وضراوته أفقدت توازن المدافعين، لأن المهاجمين ضربوا ثلاث جبهات في وقت واحد، بالجزء الأكبر من جيش فيتنام الشمالية. كانت هذه المحاولة الأولى التي قامت بها جمهورية فيتنام الديمقراطية (فيتنام الشمالية) لغزو الجنوب منذ هجوم التيت الشهير عام 1968، تميز الهجوم بالهجمات التقليدية من المشاة والمدرعات مدعومة بالمدفعية الثقيلة، حيث استخدم كلا الجانبين أحدث التطورات التكنولوجية في أنظمة الأسلحة.
في المنطقة التكتيكية للفيلق الأول لفيتنام الجنوبية، اجتاحت القوات الفيتنامية الشمالية المواقع الدفاعية الفيتنامية الجنوبية في معركة استمرت شهرًا بالكامل واستولت على مدينة (كوانج ترو) ، قبل أن تتحرك جنوبًا في محاولة للاستيلاء على مدينة (هوي) التاريخية . وبالمثل، قضت القوات الشمالية على قوات الدفاع الحدودية في المنطقة التكتيكية للفيلق الثاني وتقدمت نحو عاصمة مقاطعة (كون توم)، مُهددة بذلك بفتح طريق إلى البحر والذي كان سيقسم فيتنام الجنوبية إلى قِسمين. في المنطقة التكتيكية للفيلق الثالث، شمال شرق سايجون، اجتاحت قوات الشمال (لوك نينه) وتقدمت لمهاجمة عاصمة (مقاطعة بينه لونج) في (آن لوك).
يُمكن تقسيم الحملة إلى ثلاث مرَاحل: أبريل كان شهر تقدم القوات الشمالية؛ مايو أصبح شهر فترة التوازن؛ وفي يونيو ويوليو، شنت القوات الفيتنامية الجنوبية هجومًا مضادًا، وبلغت ذروته باستعادة مدينة (كوانج ترو) في سبتمبر. على جميع الجبهات الثلاث، أُعيقت النجاحات الأولية لفيتنام الشمالية بسبب ارتفاع عدد الضحايا، والتكتيكات غير الكفؤة للقوات الشمالية، والاستخدام المتزايد للقوة الجوية الأمريكية والفيتنامية الجنوبية. كانت إحدى نتائج الهجوم هي إطلاق عملية الظهير ، وهي أول قصف متواصل لفيتنام الشمالية من قبل الولايات المتحدة منذ نوفمبر 1968. على الرغم من أن القوات الفيتنامية الجنوبية صمدت أمام أكبر إختبار لها حتى ذلك الوقت في الصراع، فضلاً عن إحباط هدف فيتنام الشمالية المتمثل في تحقيق مكاسب إقليمية كبيرة، إلا أن الفيتناميين الشماليين حققوا هدفين مهمين: لقد اكتسبوا أراضي قيمة داخل فيتنام الجنوبية يمكنهم من خلالها شن هجمات مستقبلية. وحصلت على موقف تفاوضي أفضل في مفاوضات السلام الجارية في باريس.

## الخلفية التاريخية

### التخطيط
في أعقاب عملية لام سون 719 الفاشلة التي شنتها فيتنام الجنوبية، بدأت قيادة هانوي مناقشة هجوم محتمل خلال الجلسة الكاملة التاسعة عشرة للجنة المركزية لحزب العمال الفيتنامي في أوائل عام 1971.  وبعد أن اقتنعوا بأنهم دمروا أفضل وحدات فيتنام الجنوبية خلال عملية لام سون 719، قرر المكتب السياسي بحلول شهر ديسمبر/كانون الأول شن هجوم كبير في وقت مبكر من العام التالي. كان عام 1972 هو عام الانتخابات الرئاسية الأمريكية، وكانت إمكانية التأثير على النتيجة مغرية وكان هناك شعور متزايد بمعاداة الحرب بين سكان وحكومة الولايات المتحدة  مع انسحاب القوات الأمريكية، امتدت القوات الفيتنامية الجنوبية إلى نقطة الانهيار على طول حدود تمتد لأكثر من 966 كـم والأداء الضعيف لقوات جيش جمهورية فيتنام في الهجوم على لاوس كان بمثابة وعد بانتصار سهل.
كان هذا القرار بمثابة نهاية لثلاث سنوات من الصراع السياسي الداخلي بين فصيلين داخل المكتب السياسي: أولئك الأعضاء الذين تجمعوا حول ترونج شينه، الذي فضل اتباع النموذج الصيني المتمثل في استمرار حرب العصابات منخفضة الكثافة وإعادة بناء الشمال، وفصيل "الجنوب أولًا" حول وزير الدفاع فون نجوين جياب ، بدعم من السكرتير الأول للحزب لي دوان (كلاهما دعم النموذج السوفييتي للهجمات الكبيرة).  لقد أدى فشل هجوم تيت عام 1968 إلى تقليص نفوذ جياب، لكن الانتصار الذي تحقق على القوات الفيتنامية الجنوبية خلال غزو لاوس أعاد استراتيجية جياب إلى الصدارة.  تم تكليف لي دوان بمسؤولية التخطيط للعملية، لكن جياب لم يرتق إلى مكانته السابقة، حيث كان يتعامل بشكل أساسي مع المسائل اللوجستية والموافقة على التخطيط العملياتي.  وكان الضابط المكلف بإدارة الهجوم هو رئيس أركان جيش شمال فيتنام الشعبي، الجنرال فان تيان دونج.
أصبحت الأسئلة المركزية الآن هي: أين، وبأي قوات سيتم شن الهجوم، وما هي أهدافه. استخدمت فيتنام الشمالية المناطق الحدودية في لاوس وكمبوديا كقنوات للإمدادات والقوى العاملة لمدة عقد من الزمان، فضلاً عن كونها منطقة منزوعة السلاح تفصل بين فيتنام الشمالية والجنوبية. هناك، سيكون خط الاتصال أقصر ويمكن تركيز القوات حيث "يكون العدو أضعف... ستؤدي الهجمات العنيفة إلى تفكك قوات العدو... مما يجعل من المستحيل عليه أن يمتلك قوات كافية للانتشار في مكان آخر".  كان هذا اعتبارًا مهمًا، حيث أن التوجه الشمالي من شأنه أن يعمل على تحويل انتباه فيتنام الجنوبية ومواردها، بينما كان من المقرر إطلاق هجومين آخرين: أحدهما في المرتفعات الوسطى، لتقسيم البلاد إلى نصفين والآخر شرقًا من كمبوديا لتهديد العاصمة سايجون.  :324

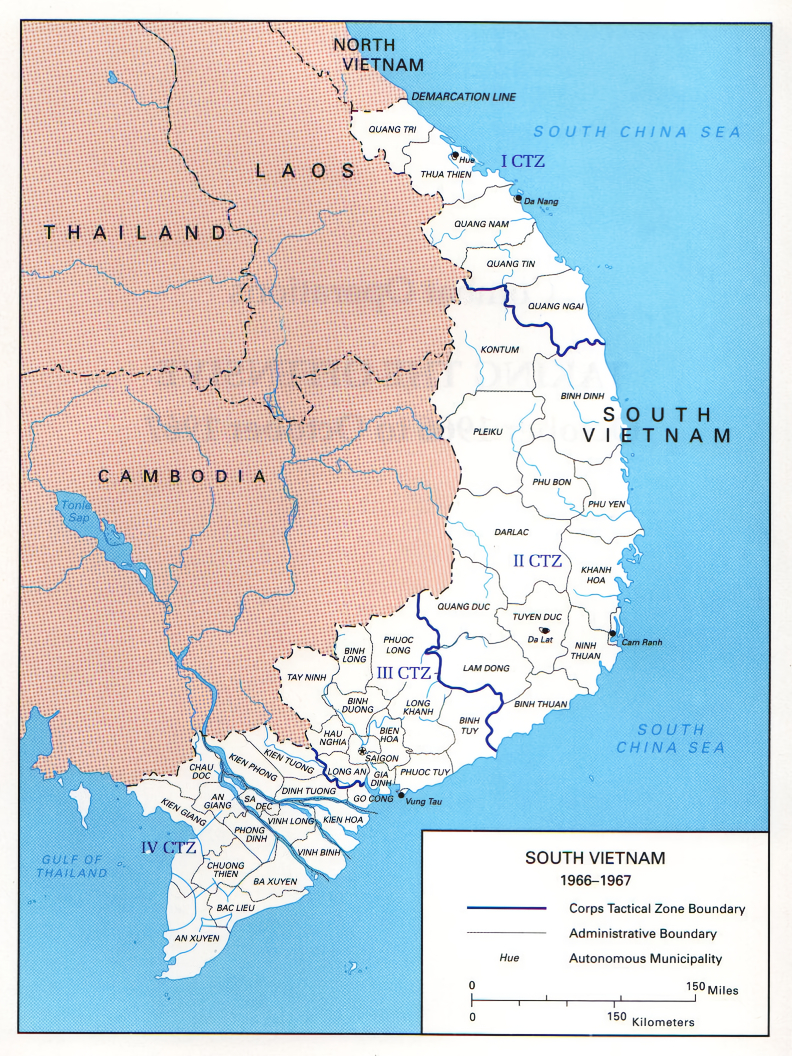
جمهورية فيتنام: مناطق الفيالق التكتيكية

أُطلق على الهجوم عنوان مرتبط بالتاريخ الفيتنامي. في عام 1773، تمكن الإخوة الثلاثة تاي سون (الذين سُموا بهذا الاسم نسبة إلى موطنهم الأصلي) من توحيد فيتنام المنقسمة بسبب الحرب الأهلية والاضطرابات الاجتماعية. ثم هزم الأخ الأصغر، نجوين هو، الجيش الصيني الغازي على مشارف هانوي في عام 1788.
استخدمت الحملة ما يعادل 14 فرقة. كانت هناك إمكانية واضحة لتدمير أو على الأقل شل عناصر كبيرة من جيش جمهورية فيتنام الجنوبية؛ وربما عزل الرئيس الفيتنامي الجنوبي نجوين فان ثيو؛ وإقناع الولايات المتحدة بعدم جدوى الاستمرار في دعم الجنوب وإظهار فشل سياسة الفيتنمة. وكان احتمال الاستيلاء على عاصمة إقليمية في جنوب فيتنام، والتي يمكن إعلانها بعد ذلك مقرًا للحكومة الثورية المؤقتة، مغريًا أيضًا.  وقد تم توضيح موقف القيادة الفيتنامية الشمالية في مقالة نشرت في مجلة الحزب عام 1972: "لا يهم ما إذا كانت الحرب ستنتهي على الفور أو ستطول... فكلاهما فرصتان لزرع البذور؛ كل ما علينا فعله هو الانتظار حتى يحين الوقت لحصاد المحصول". 
فوجئت القيادة الشمالية في صيف عام 1971، عندما تم الإعلان عن أن الرئيس الأميركي ريتشارد نيكسون سوف يزور جمهورية الصين الشعبية، في مهمة دبلوماسية قبل مايو/أيار 1972. وقد عمل الصينيون على تهدئة شكوك حليفهم، من خلال طمأنة فيتنام الشمالية بأن المزيد من المساعدات العسكرية والاقتصادية سوف تصل إليها في عام 1972. أدرك الاتحاد السوفييتي العداء المتزايد بين جمهورية الصين الشعبية وفيتنام الشمالية، وسعى إلى توسيع الخلاف من خلال الموافقة أيضًا على "مساعدات إضافية دون تعويض" للقوات العسكرية في فيتنام الشمالية.  
أدت هذه الاتفاقيات إلى تدفق المعدات والإمدادات الضرورية لتسليح جيش تقليدي حديث. وشمل ذلك 400 دبابة متوسطة من طراز T-34 وT-54 وType 59 (النسخة الصينية من T-54) و200 دبابة برمائية خفيفة من طراز PT-76 ، ومئات الصواريخ المضادة للطائرات، بما في ذلك صواريخ ستريلا-2 الحرارية التي تطلق من على الكتف، والصواريخ المضادة للدبابات، بما في ذلك ماليوتكا AT-3 Sagger الموجهة سلكيًا والمدفعية الثقيلة بعيدة المدى. ولتجهيز المعدات الجديدة، تلقى 25 ألف جندي فيتنامي شمالي تدريبات متخصصة في الخارج، 80% منهم في الاتحاد السوفييتي أو أوروبا الشرقية.   وصلت أيضًا فرقة من كبار العسكريين السوفييت إلى فيتنام وبقيت حتى مارس 1972 استعدادًا للهجوم. 

### سوء التقدير
في أواخر عام 1971، كانت تقديرات الاستخبارات الأميركية والفيتنامية الجنوبية للنوايا الشيوعية مختلطة. وكان من المتوقع شن هجوم، لكن المعلومات الاستخباراتية بشأن توقيت الهجوم وموقعه وحجمه كانت مُربكة. كان الشيوعيون قد شنوا هجوم تيت في عام 1968، لكن قوات الفيت كونج هي التي نفذته بشكل رئيسي في المرحلة الأولية، والتي تم تدميرها في هذه العملية. بدون دعم الفيت كونغ، كان من غير المرجح إلى حد كبير أن تقوم قوات جيش فيتنام الشمالية بشن هجوم واسع النطاق. كما اعتبر من غير المرجح أن تقوم القوات الجوية الفيتنامية بشن هجوم عبر المنطقة المنزوعة السلاح. كانت عمليات التسلل والهجوم السابقة تتم من خلال أراضي لاوس وكمبوديا، ومن المؤكد أن الهجوم على المنطقة المنزوعة السلاح سيكون انتهاكا صارخا لاتفاقية جنيف، التي كانت فيتنام الشمالية مصرة على الدفاع عنها.
في ديسمبر/كانون الأول، أصبحت المعلومات الاستخباراتية قاطعة بأن وحدات جيش شمال فيتنام الشعبي التي تدعم عمليات الخمير الحمر في كمبوديا بدأت تعود إلى المناطق الحدودية. وفي لاوس وكمبوديا، كان هناك أيضاً توسع غير عادي في التسلل. وفي فيتنام الشمالية، كانت هناك زيادة ملحوظة في التجنيد العسكري. في يناير/كانون الثاني، أَطلع ضُباط وكالة استخبارات الدفاع وزير الدفاع ميلفين ليريد على أن جيش فيتنام الشعبي سوف يهاجم بعد عطلة تيت وأن الهجوم سوف يتضمن استخدامًا واسع النطاق للقوات المدرعة.  لم يقتنع ليريد وأخبر الكونجرس الأمريكي في أواخر يناير أن الهجوم الشيوعي الكبير "ليس احتمالًا خطيرًا" 
لم يكن هناك إجماع بين أجهزة الاستخبارات الأمريكية والفيتنامية الجنوبية بشأن النوايا الشيوعية، لكن قيادة المساعدة العسكرية في فيتنام كانت متشككة وأرسلت العديد من فرق الاستطلاع إلى مناطق مي جيا وبان كاراي باس واكتشفت حشدًا لقوات ومعدات جيش فيتنام الشعبي. ثم قررت القيادة أن الفيتناميين الشماليين كانوا يستعدون لشن هجوم في المرتفعات الوسطى والمقاطعات الشمالية في جنوب فيتنام. كان العبء الأكبر للهجوم يقع على عاتق القوات الفيتنامية الجنوبية، حيث تم تقليص القوة الأمريكية إلى 69 ألف جندي، معظمهم كانوا في أدوار داعمة، وكان من المقرر تقليص العدد إلى 27 ألفًا بحلول 30 نوفمبر. 
كان القائد الأمريكي، الجنرال كريتون دبليو أبرامز ، مقتنعًا باحتمال شن هجوم، لكنه كان مقتنعًا أيضًا بأن الهجوم سيبدأ أثناء عطلة تيت أو بالقرب منها، في بداية العام. أبلغ الأميرال توماس مورر، رئيس هيئة الأركان المشتركة ، أن الفيتناميين الشماليين قد يحاولون "تكرار آثار هجوم عام 1968، ربما من خلال عملية محدودة تهدف إلى التأثير على الرأي العام الأمريكي أكثر من إلحاق الهزيمة في ساحة المعركة".  كان الإجماع في القيادة الامريكية في فيتنام هو أن مثل هذا الهجوم سيتم شنه ضد الفيلق الثاني، في المرتفعات الوسطى. وعندما لم يحدث الهجوم، سخرت الصحافة الأمريكية منه ومن مقره باعتبارهما كالفتى الذي ادعى وجود الذئاب.  بدا الأمر وكأن لحظة الأزمة قد مرت، وبحلول نهاية شهر مارس، عادت القوات المتحالفة التي كانت تقف متأهبة إلى جهود التهدئة.  غادر السفير الأمريكي إلسورث بانكر إلى نيبال، وذهب الجنرال أبرامز إلى تايلاند لقضاء عطلة عيد الفصح مع عائلته. 

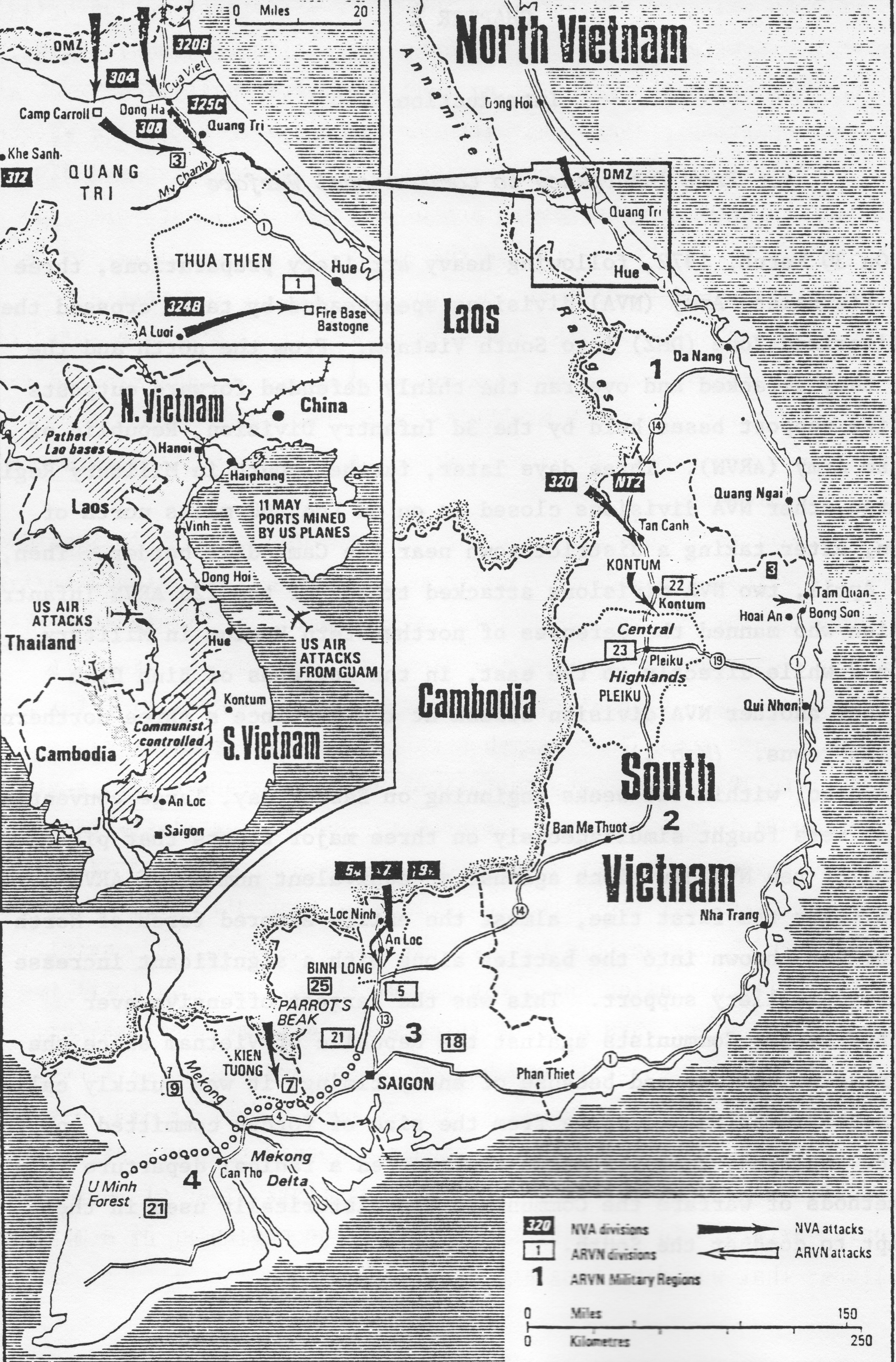
تفاصيل الهجوم عام 1972

كانت وحدات جيش جمهورية فيتنام الجنوبية التي كان من المقرر أن يقع عليها الهجوم الفيتنامي الشمالي الأولي تشمل الفرقتين الأولى والثالثة في مقاطعتي "كوانج ترو" و"ثوا ثين" والفرقة الثانية، إلى الجنوب. تم تعزيز القوة بلواءين من مشاة البحرية (147 و258)، وفوج المشاة 51، ومجموعة المشاة الأولى والقوات الإقليمية والشعبية، أي ما يقرب من 30 ألف رجل.  كانت الوحدات في مواقع دفاعية ثابتة وكانت تفتقر إلى الاحتياطيات المتحركة الكافية. 
تحملت الفرقة الثالثة العبء الأكبر من الهجوم، وقد تم إنشاؤها في أكتوبر/تشرين الأول 1971، وكانت تتمركز على شكل قوس في المواقع المتقدمة بالقرب من المنطقة المنزوعة السلاح، لتحل محل القوات الأميركية المغادرة. من أجل إنشاء الوحدة الجديدة، تم تجريد الفرقة الأولى (يمكن القول إنها أفضل وحدة في جيش جمهورية فيتنام الجنوبية) من فوجها الثاني وتم جلب فوج الفرسان المدرع الحادي عشر من احتياطي الفيلق الأول. كانت كلتا الوحدتين تتمتعان بالخبرة والتدريب الجيدين والتجهيز الجيد والقيادة الجيدة. وكان الفوجين الآخرين للفرقة الثالثة، وهما الفوجين 56 و57، يتألفان من جنود هاربين تم القبض عليهم، ورجال تم إطلاق سراحهم من السجن، وقوات إقليمية.  كان يقودها ضباط ورقباء من وحدات أخرى. في هذه المرحلة من الصراع، عانت الفرقة من نقص المستشارين الأميركيين، الذين خدموا آنذاك فقط في مقرات الأفواج والألوية والفرق.

## الهجوم

### الفيلق الأول - بداية الهجوم

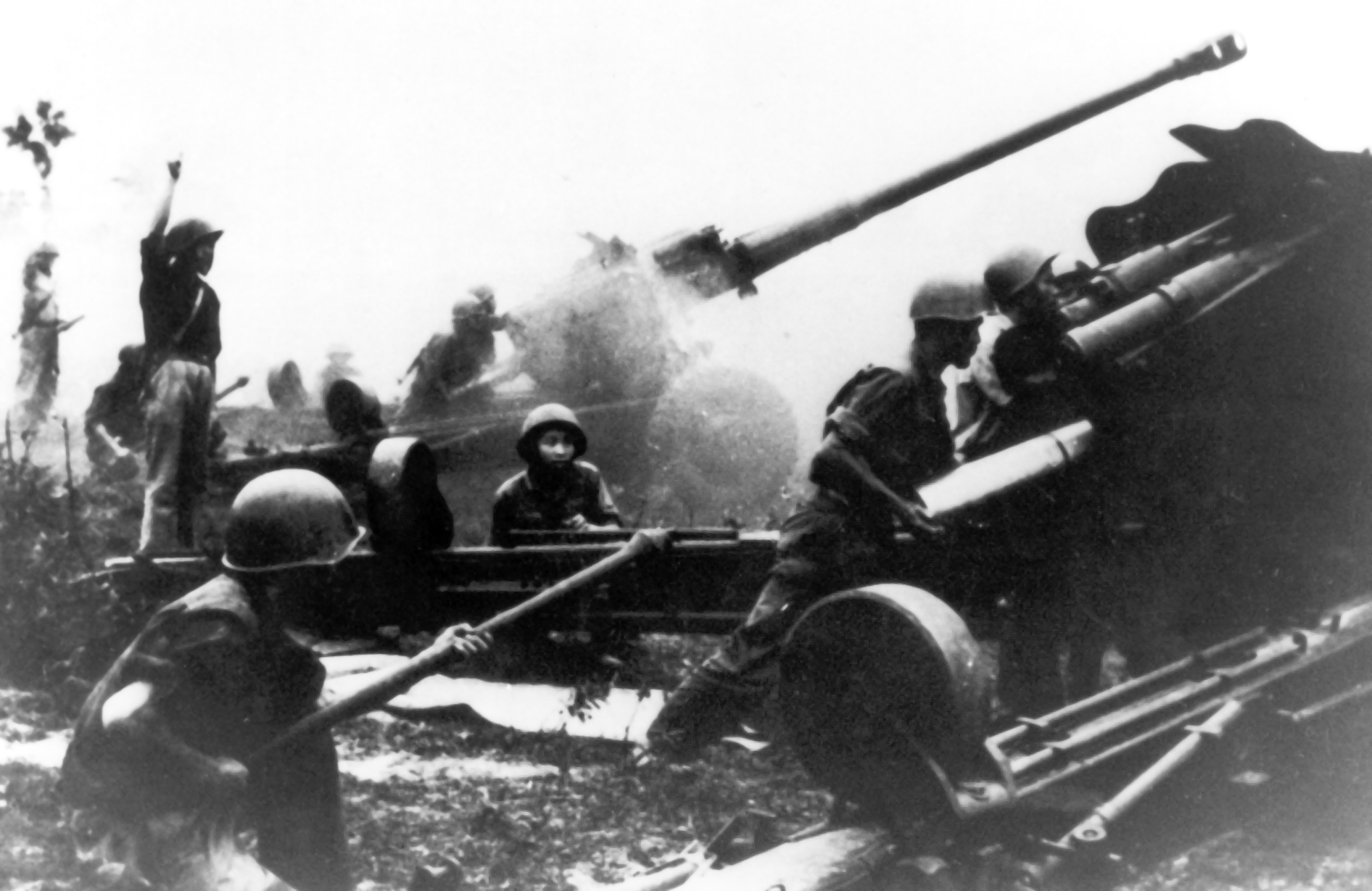
بطارية مدفعية عيار 122 مم تابعة لجيش التحرير الشعبي على جبهة "كون توم".

بدأ الهجوم عند ظهر يوم 30 مارس 1972، عندما تم إطلاق قصف مدفعي مكثف على أقصى المواقع الشمالية لجيش جمهورية فيتنام في مقاطعة كوانج ترو.
ثم قامت فرقتان من جيش فيتنام الشعبي ( 304 و 308 - حوالي 30 ألف جندي) بدعم من أكثر من 100 دبابة (في فوجين) بالتقدم عبر المنطقة منزوعة السلاح لمهاجمة الفيلق الأول في المقاطعات الخمس الواقعة في أقصى شمال جنوب فيتنام. هاجمت الفرقة 308 من جيش فيتنام الشمالية وفوجان مستقلان "قوس الفولاذ"، وهو قوس من قواعد إطلاق النار التابعة لجيش جمهورية فيتنام الجنوبية مباشرة إلى الجنوب من المنطقة المنزوعة السلاح.
من الغرب، تحركت فرقة 312، بما في ذلك فوج مدرع، خارج لاوس على طول الطريق 9 ، مروراً بكهي سان ، وإلى وادي نهر كوانج ترو. ومن الجدير بالذكر أن الاستخبارات المتحالفة فشلت في التنبؤ بكل من حجم الهجوم وطريقة الهجوم، مما أعطى جيش فيتنام الشعبي "فائدة لا تقدر بثمن تتمثل في تأثير الصدمة، وهي ميزة نفسية حاسمة على المدافعين الذين توقعوا شيئًا مختلفًا تمامًا". 

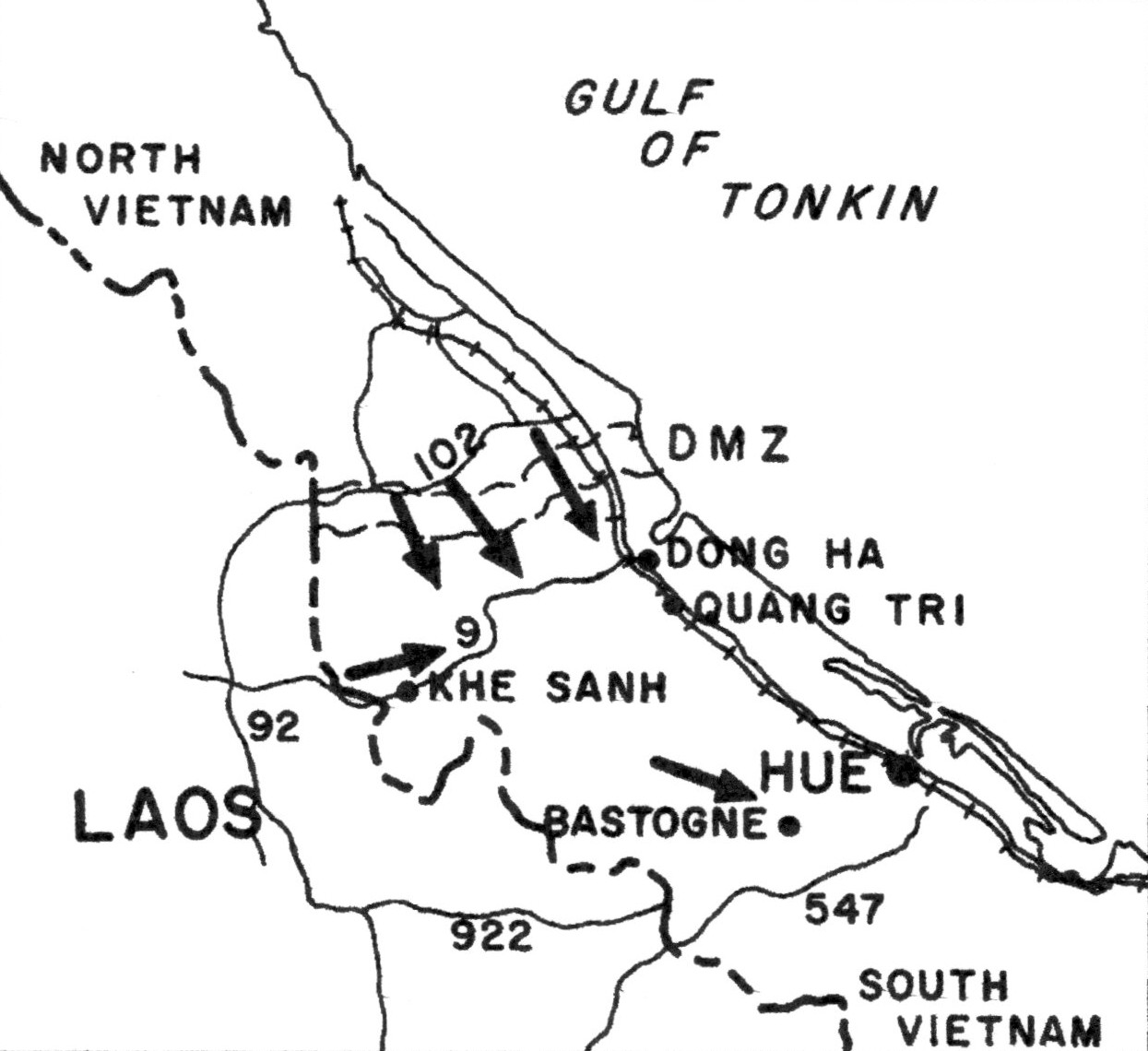
هجوم الجيش الشعبي الشمالي على الفيلق الأول

في الأول من أبريل، أمر الجنرال الفيتنامي الجنوبي "جياي" بانسحاب الفرقة الثالثة جنوب نهر كوا فيت/ثاتش هان حتى تتمكن قواته من إعادة تنظيم نفسها. في صباح اليوم التالي، صَدَت عناصر مُدرعة جوبية هجومًا لجيش جمهورية فيتنام لفترة وجيزة عندما قام الضابط جون ريبلي، مستشار الكتيبة البحرية الفيتنامية الثالثة، بتفجير جسر الطريق السريع QL-1 الحاسم فوق نهر كوا فيت في دونج ها.  :56–60 انضمت بعد ذلك إلى الوحدات الشمالية الأولية الفرقتان 320B و 325C.
في الوقت نفسه، تحركت الفرقة 324B خارج وادي "أساو" وتقدمت مباشرة نحو الشرق نحو قواعد كانت تحمي العاصمة الإمبراطورية القديمة "هوي" من الغرب.
كان تقدم فيتنام الشمالية متزامنًا مع موسم الرياح الموسمية، الذي يبلغ ارتفاعه 150 م، أدت السحب إلى إلغاء العديد من الضربات الجوية الأمريكية.  سرعان ما تبع العناصر المتقدمة للجيش الشعبي الشمالي وحدات مضادة للطائرات مسلحة بمنصات أسلحة مجنزرة جديدة من طراز ZSU-57-2 وصواريخ ستريلا-2 المحمولة على الكتف، مما جعل هجمات القصف منخفضة المستوى محفوفة بالمخاطر.
كان معسكر كارول، قاعدة المدفعية الواقعة في منتصف الطريق بين حدود لاوس والساحل، بمثابة المحور الرئيسي لخط الدفاع الشمالي والغربي لجنوب فيتنام، وكان يشكل أقوى عقبة أمام فيتنام الشمالية قبل مدينة "كوانج تري". تم قطع القاعدة وتطويقها. في 2 أبريل، استسلم العقيد فام فان دينه، قائد الفوج 56 من جيش جمهورية فيتنام الجنوبية، للمعسكر وقواته البالغ عددها 1,500 جندي.  في وقت لاحق من اليوم، تخلت قوات جيش جمهورية فيتنام عن معسكر ماي لوك، القاعدة الغربية الأخيرة. سمح هذا للقوات الفيتنامية الشمالية بعبور جسر "كام لو" ، على بعد 11 كيلومترًا إلى الغرب من "دونغ ها". كان لدى القوات الفيتنامية الشمالية بعد ذلك وصول غير مقيد تقريبًا إلى مقاطعة "كوانغ تري" الغربية شمال نهر "ثاش هان".

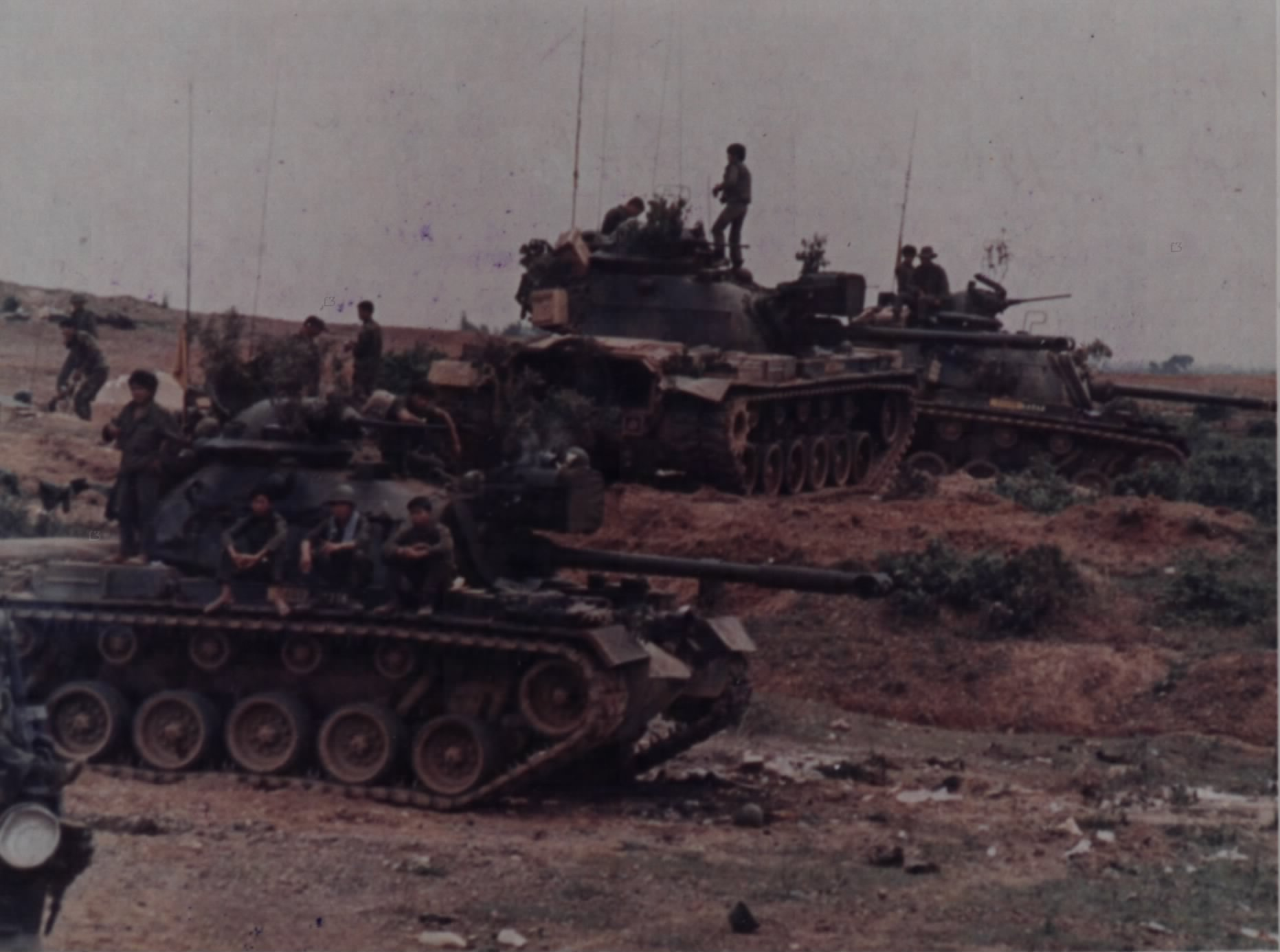
دبابات M-48 تابعة لجيش فيتنام الجنوبية متمركزة بالقرب من نهر "دونغ ها" المطل على QL-9 أثناء الهجوم الشمالي 10 أبريل 1972م.

وفي 21 أبريل/نيسان، أبلغ أبرامز وزير الدفاع الأميركي أن
الملخص... الضغوط تتزايد والمعركة أصبحت وحشية... لقد بدأت القيادة العسكرية العليا بالتراجع وفي بعض الحالات بالانكسار. في الشدائد، تفقد إرادتها ولا يمكن الاعتماد عليها في اتخاذ التدابير اللازمة للوقوف والقتال. 
تباطأ تقدم جيش فيتنام الشمالية الشعبي بسبب عمليات تأخير لمدة ثلاثة أسابيع، شن الفيتناميون الجنوبيون عدة هجمات مضادة، ولكن في صباح يوم 27 أبريل، هاجم الفيتناميون الشماليون مرة أخرى، وشنوا هجمات متعددة الجوانب ضد "دونغ ها" (التي سقطت في اليوم التالي) وتقدموا إلى مسافة 1.5 كم من مدينة "كوانغ ترو". كان الجنرال "جياي" قد خطط لانسحاب تدريجي من المدينة لتعزيز جنوب نهر تاش هان، ولكن بسبب حيرة الأوامر المتضاربة من "لام" و"جياي"، انقسمت معظم تشكيلات جيش جمهورية فيتنام ثم انهارت، وتركت معظم المقاطعة شمال المدينة.
أخلى "جياي" آخر قواته من مدينة "كوانغ ترو"، التي سقطت في أيدي قوات جيش فيتنام الشمالية في الثاني من مايو. وفي نفس اليوم، تم استدعاء الجنرال "لام" إلى سايجون لعقد اجتماع مع الرئيس "نجوين فان ثيو". تم إعفاؤه من قيادة الفيلق الأول واستبداله بالجنرال "نجو كوانج ترونج"، قائد الفيلق الرابع.  كانت مهمة "ترونغ" هي الدفاع عن مدينة "هوي"، وتقليل الخسائر الإضافية، واستعادة الأراضي المحتلة. ورغم أنه كان مثقلاً بقوات غير مدربة وأوامر رؤسائه المتكررة، إلا أن الجنرال "جياي" تمكن من تنفيذ دفاع جيد إلى حد معقول. حتى أن "ترونغ" دافع عن قضيته أمام "ثيو"، راغبًا في إبقاء جياي في قيادة الفرقة الثالثة.  لكن كان ذلك عبثاً. فجياي، الذي كان من المقرر أن يكون كبش فداء للانهيار، حوكم بتهمة "الفرار من مواجهة العدو"، وحُكم عليه بالسجن لمدة خمس سنوات. 

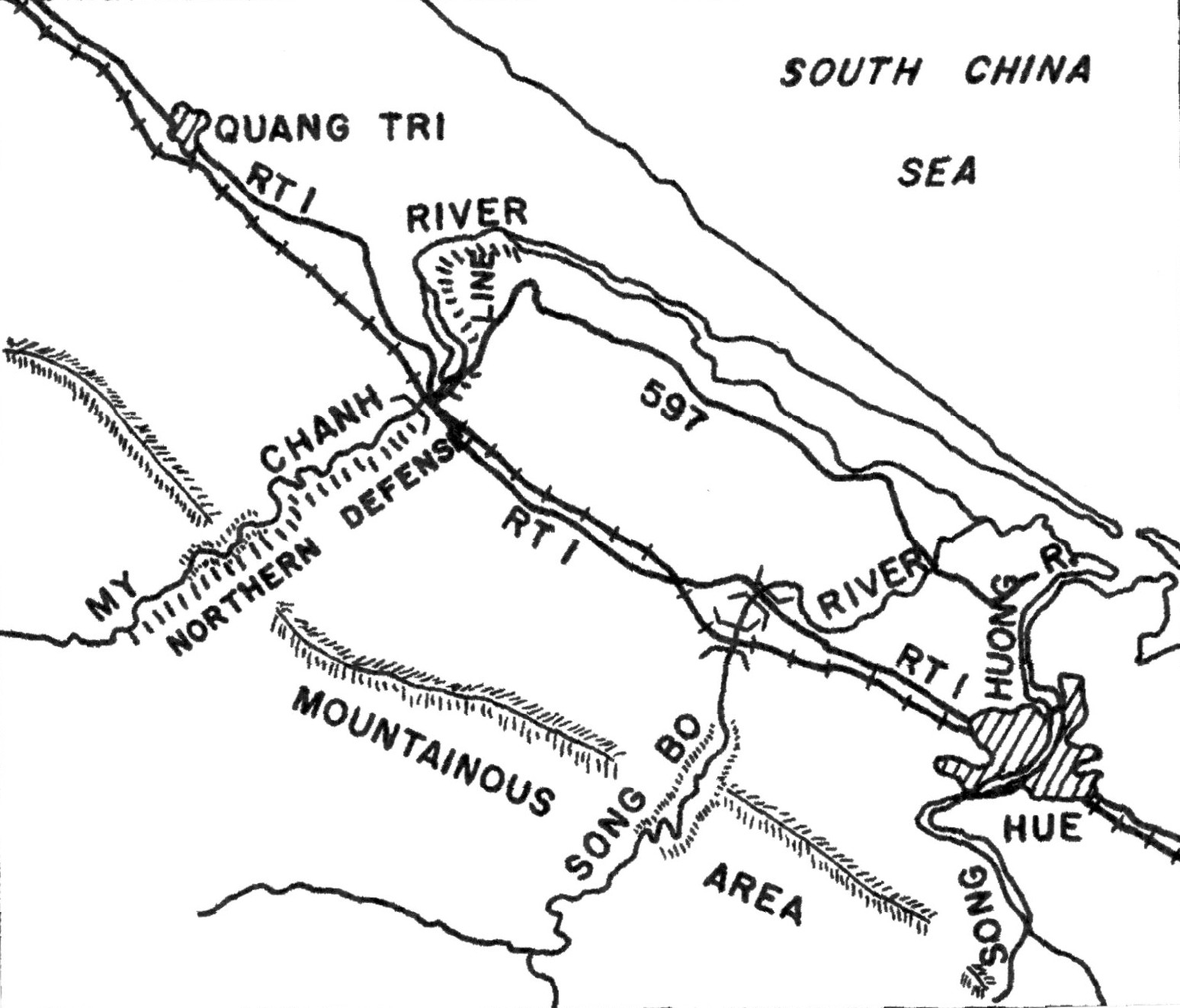
خط الدفاع الشمالي لقوات جنوب فيتنام.

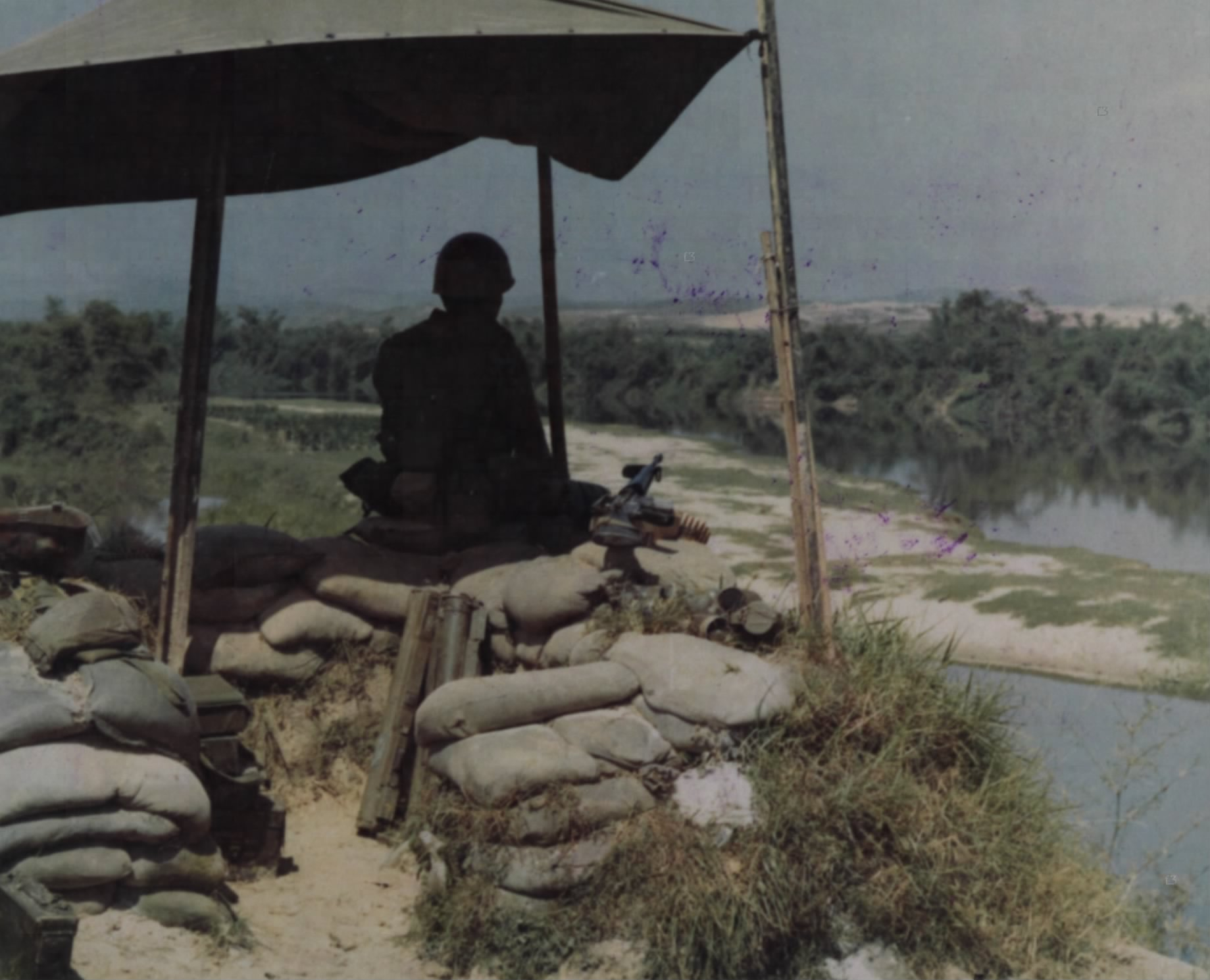
موقع متقدم لجيش جمهورية فيتنام على خط "ماي تشانه"، 2 مايو 1972

### الفيلق الأول – الهجوم المضاد
بحلول منتصف شهر مايو، شعر "ترونغ" بالقوة الكافية لشن هجوم في سلسلة من الهجمات المحدودة والمراوغات والغارات التي أطلق عليها اسم سونغ ثان (تسونامي) والتي تم التخطيط لها لإخراج فيتنام الشمالية عن توازنها، وتوسيع المحيط الدفاعي حول "هوي"، وحرمان العدو من الوقت والمساحة للمناورة.  في الفترة ما بين 15 و20 مايو، تم استعادة القواعد النارية Bastogne وCheckmate.
شنت فيتنام الشمالية هجمات متعددة على هوي والمناطق المحيطة بها في مايو 1972، وتكبدت خسائر فادحة، بما في ذلك 18 دبابة و800 رجل في محاولة واحدة. وعلى الرغم من عبور نهر ماي تشانه في 25 مايو، فقد صدتهم قوات جيش جمهورية فيتنام بحلول 29 مايو.
بحلول منتصف يونيو، مكّن تحسن الطقس من قصف جوي وبحري أمريكي دقيق. أقنع الجنرال ترونغ الرئيس ثيو بالموافقة على هجوم مضاد واسع النطاق، عملية "لام سون 72"، التي أطلقت في 28 يونيو. تقدمت قوات جيش جمهورية فيتنام، بدعم من القوة النارية الأمريكية، نحو "كوانغ ترو" لكنها تأخرت عندما طالب ثيو بالاستيلاء الفوري على المدينة. وقد أدى هذا إلى قتال عنيف، حيث واجهت قوات جيش جمهورية فيتنام المدافعين الفيتناميين الشماليين المتحصنين جيدًا.
شملت الإجراءات الرئيسية هجومًا محمولًا بطائرات هليكوبتر في 11 يوليو والذي عطل خطوط إمداد جيش جمهورية فيتنام الشعبي، مما أجبرهم على الانسحاب بعد ثلاثة أيام من القتال العنيف. حل مشاة البحرية التابعون لجيش جمهورية فيتنام محل الوحدات المحمولة جواً في أواخر يوليو، وشاركوا في قتال شاق من منزل إلى منزل. بدأ الهجوم النهائي على قلعة "كوانغ ترو" في سبتمبر، وبلغ ذروته بالاستيلاء عليها في 16 سبتمبر. توقفت قوات جيش جمهورية فيتنام المنهكة عند نهر ثاتش هان، غير قادرة على التقدم أكثر.
لعبت الولايات المتحدة دورًا حاسمًا، لدعم الهجوم المضاد. 
خلال شهر يوليو، نفذت الطائرات الأمريكية 5,461 طلعة تكتيكية و2,054 ضربة بطائرات بي-52، كما قامت بتشغيل 5 حاملات طائرات لدعم الهجوم المضاد. 

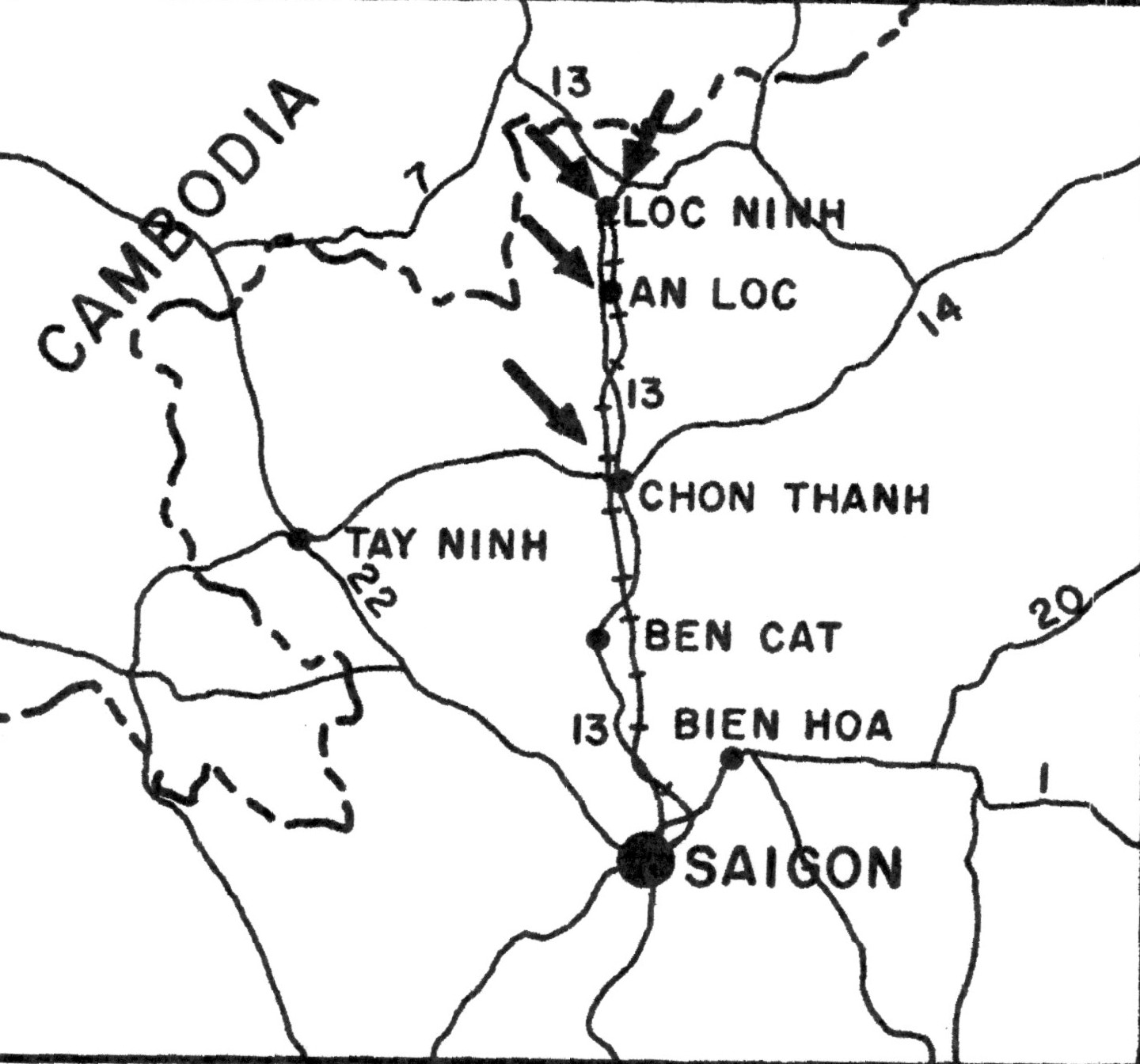
هجوم جيش فيتنام الشعبي في الفيلق الثالث على محيط العاصمة سايجون.

## الدعم الجوي، عمليات قطار الحرية والظهير
اختار الفيتناميون الشماليون توقيت هجومهم بشكل جيد من خلال تزامنه مع نهاية موسم الرياح الموسمية الشتوية السنوية حيث توفر السحب المنخفضة والأمطار غطاءً يمكن من خلاله تنفيذ الهجوم دون تدخل من الدعم الجوي للحلفاء. لم يكن من الممكن تنفيذ الضربات الجوية إلا بواسطة المقاتلات أو القاذفات العاملة في جميع الأحوال الجوية، والتي كانت قادرة على إيصال ذخائرها بدقة عبر الغطاء السحابي من خلال توجيه الرادار أو نظام لوران الملاحي. 

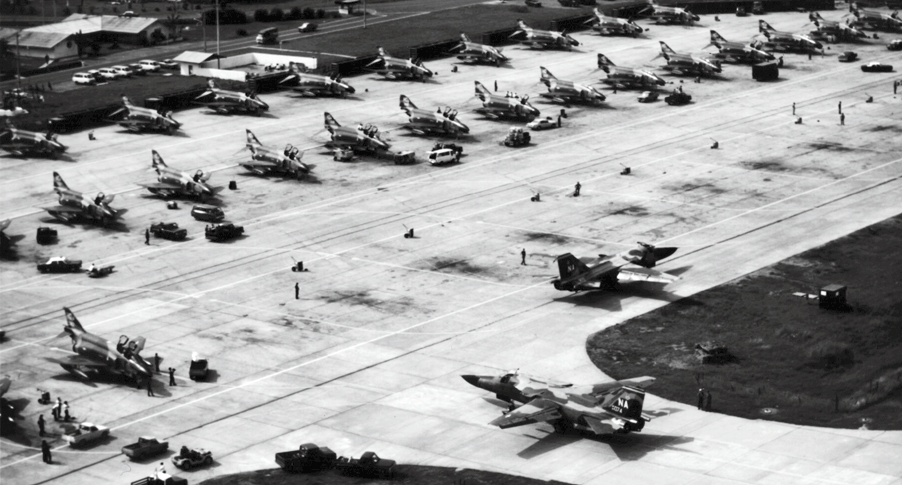
زيادة القوة الجوية الأمريكية: طائرات F-111 وF-4 في قاعدة "تاخلي" الجوية الملكية التايلاندية في تايلاند.

تم تنفيذ هذه المهام بواسطة طائرات تابعة لسلاح الجو الأمريكي السابع وسلاح الجو السابع/الثالث عشر في جنوب فيتنام وتايلاند أو بواسطة فرقة المهام 77 التابعة للبحرية الأمريكية، قبالة سواحل بحر الصين الجنوبي. بالإضافة إلى الطقس، كانت المشكلة الأكثر خطورة التي تواجه الأميركيين هي أن سحب القوات الأميركية خلال السنوات الأربع السابقة شمل طائرات الدعم الأرضي القيمة وطواقم صيانتها. بحلول ربيع عام 1972، لم يكن لدى القوات الجوية الأمريكية سوى ثلاثة أسراب من طائرات إف-4 فانتوم وواحدة من طائرات إيه-37 دراغونفلاي متوفرة في جمهورية فيتنام، بإجمالي 76 طائرة. تم نشر 114 قاذفة مقاتلة أخرى في قواعد مختلفة في تايلاند، بينما تم نشر 83 قاذفة ثقيلة من طراز B-52 Stratofortress في قاعدة يو تاباو الجوية وقاعدة أندرسن الجوية في غوام. كانت قوة المهام 77 تضم أربع حاملات طائرات مخصصة لها، ولكن اثنتين فقط، Coral Sea و Hancock ، كانتا في الخدمة عند بداية الهجوم. بلغ مجموع طائراتهم الهجومية 140 طائرة. 
ولتصحيح نقص الطائرات، تم نقل 176 طائرة من طراز F-4 و12 طائرة من طراز F-105 Thunderchiefs من القواعد الجوية في جمهورية كوريا والولايات المتحدة القارية إلى تايلاند خلال عملية الحرس الدائم I-IV في الفترة من 7 أبريل إلى 13 مايو.  في الفترة ما بين 5 فبراير و23 مايو، عززت القيادة الجوية الاستراتيجية (SAC) جزيرة غوام بـ 124 قاذفة أخرى، ليصل إجمالي القاذفات المتاحة في المسرح إلى 209.  كما تم تعزيز الأسطول السابع بإضافة خمس مجموعات حاملة طائرات. وقد أدى هذا إلى إتاحة خمس حاملات طائرات في أي وقت لإجراء العمليات الجوية.  كانت القوات الجوية لجمهورية فيتنام (VNAF) في هذا الوقت تتكون من تسعة أسراب من طائرات A-1 Skyraiders ، وA-37s، و F-5 Freedom Fighters ، بإجمالي 119 طائرة هجومية. وكان هناك أيضًا سربان من الطائرات الحربية ذات الأجنحة الثابتة من طراز AC-47 أو AC-119 ، بإجمالي 28 طائرة. 
مع تحسن الأحوال الجوية ارتفع عدد الطلعات الجوية. في الفترة ما بين أبريل ويونيو، كان هناك 18 ألف طلعة قتالية لدعم دفاع جيش جمهورية فيتنام، 45% منها من قبل القوات الجوية الأمريكية، و30% من قبل البحرية ومشاة البحرية، و25% من قبل القوات الجوية الفيتنامية. نفذت طائرات بي-52 2,724 طلعة جوية إضافية. فقدت الولايات المتحدة عشر طائرات وست طائرات تابعة للقوات الجوية الفيتنامية بسبب نيران صواريخ أرض-جو أو نيران مضادة للطائرات. 
في 8 مايو، أصدر نيكسون إذنًا بإطلاق عملية "مصروف الجيب" ، وهي عملية تلغم جوي لميناء هايفونج وموانئ فيتنام الشمالية الأخرى. خاض نيكسون مقامرة مفادها أن الاتحاد السوفييتي، الذي كان يجري معه مفاوضات بشأن محادثات الحد من الأسلحة الاستراتيجية (SALT I)، سوف يمتنع عن الرد السلبي في مقابل تحسين العلاقات مع الغرب. وقد كان على حق. كما امتنعت جمهورية الصين الشعبية عن إصدار أي رد فعل علني على الإجراءات التصعيدية للسبب نفسه. بعد أن تشجع نيكسون، قرر إطلاق عملية الظهير، وهي هجوم جوي منهجي على أنظمة النقل والتخزين والدفاع الجوي في شمال فيتنام في 10 مايو. خلال العملية، خسرت القوات الجوية والبحرية ومشاة البحرية الأمريكية 104 طائرة في القتال بينما خسرت فيتنام الشمالية 63 طائرة. 

## النتيجة
في ختام الهجوم المضاد الذي شنته قوات جمهورية فيتنام الجنوبية، كان كلا الجانبين منهكين لكنهما اعتبرا جهودهما ناجحة. اعتقد الفيتناميون الجنوبيون والأمريكيون أن سياسة الفيتنمية أصبحت صالحة  ،نقاط الضعف الداخلية في هيكل القيادة الفيتنامية الجنوبية، والتي تم تصحيحها إلى حد ما أثناء حالة الطوارئ، عادت للظهور مرة أخرى بمجرد مرورها. خلال الهجوم، قُتل أكثر من 25 ألف مدني فيتنامي جنوبي وأصبح ما يقرب من مليون شخص لاجئين، وكان 600 ألف منهم يعيشون في معسكرات تحت رعاية الحكومة.  بلغ إجمالي الخسائر الأمريكية في القتال طوال عام 1972 حوالي 300 قتيل، معظمهم أثناء الهجوم. 
تكبد جيش جمهورية فيتنام الجنوبية 39,587 قتيلاً، بينما بلغ عدد القتلى من العسكريين الأميركيين في ذلك العام 759 قتيلاً، وفقًا للسجلات العسكرية الأميركية. بالنسبة لجيش شمال فيتنام، كان الهجوم مكلفًا للغاية. وفي حديثه عن الهجوم بعد مرور عشر سنوات، قال الجنرال "تران فان ترا": "لقد كانت قواتنا منهكة وكانت وحداتها في حالة من الفوضى. ولم نكن قادرين على تعويض الخسائر. وكنا نعاني من نقص في القوى العاملة وكذلك في الغذاء والذخيرة".
وفي باريس، استمرت مفاوضات السلام، لكن هذه المرة كان كلا الجانبين على استعداد لتقديم التنازلات. وقد عرض كبير المفاوضين الأميركيين هنري كيسنجر وقف إطلاق النار، والاعتراف بالحكومة الثورية المؤقتة لجمهورية فيتنام الجنوبية من قبل حكومة سايجون، والانسحاب الأميركي الكامل من فيتنام الجنوبية كحوافز. بالنسبة للولايات المتحدة، كان إقناع فيتنام الشمالية بالاعتراف أخيراً بحكومة فيتنام الجنوبية كيانم شرعي أمراً حاسماً لأي اتفاق في باريس. بالنسبة لفيتنام الشمالية، كانت الشروط كافية لتلبية معايير النصر التي وضعها زعماء هانوي قبل الهجوم.  وكانت العقبة الوحيدة أمام التوصل إلى تسوية هي" نجوين فان ثي"و، الذي كان يتعين على حكومته أن توافق على أي اتفاق. وقد تسبب تعنت ثيو ومطالبته للولايات المتحدة بعدم التخلي عن بلاده بعد أي اتفاق، فضلاً عن المطالب الجديدة التي قدمتها هانوي، في توقف محادثات السلام في ديسمبر/كانون الأول. وقد دفع هذا نيكسون إلى إطلاق عملية الظهير ر الثانية ، وهي حملة قصف استهدفت شبكة النقل في شمال فيتنام، وخاصة حول هانوي وهايفونج. استمرت حملة القصف هذه من 18 إلى 29 ديسمبر 1972، وأقنعت قيادة هانوي في نهاية المطاف بالعودة إلى المناقشات الفنية لإنهاء الحرب. وأكدت اتفاقيات باريس للسلا ، التي تم توقيعها في يناير/كانون الثاني 1973، أن القوات الفيتنامية الشمالية والدعم المقدم لها سوف تبقى في فيتنام الجنوبية في المناطق التي تحتلها، في حين يتعين على الأطراف الموقعة على الجانبين وقف جميع أعمال القتال.